# Listă de dramaturgi lituanieni
Aceasta este o listă de dramaturgi lituanieni în ordine alfabetică:

## A
- Stanislovas Abromavičius
- Vincas Adomėnas
- Vytautas Alantas
- Kazys Alyta
- Rasa Andrašiūnaitė
- Eustachijus Aukštikalnis

## B
- Eugenijus Remigijus Baltrušaitis
- Vytautas Pranas Bičiūnas
- Vytautas Jurgis Bubnys
- Nina Butkienė
- Butkų Juzė

## C
- Juozas Chlivickas
- Jonas Boreika Chodzka

### Č
- Laura Sintija Černiauskaitė
- Petronėlė Česnulevičiūtė
- Juozas Čyžius

## F
- Aleksandras Fromas-Gužutis

## G
- Kristupas Garšvila
- Sigitas Geda
- Juozas Geniušas
- Juozas Glinskis
- Augustinas Gricius
- Juozas Grušas
- Antanas Gustaitis

## I
- Eugenijus Ignatavičius
- Jonas Yla
- Kazys Inčiūra
- Marius Ivaškevičius

## J
- Liudvikas Jakimavičius
- Gediminas Jankus
- Konstantinas Jasiukaitis
- Liuda Jonušienė
- Jokūbas Josadė
- Arvydas Juozaitis

## K
- Juozas Kanopka
- Pijus Krakaitis
- Vincas Krėvė-Mickevičius
- Mykolė Krinickaitė-Astaškienė
- Herkus Kunčius

## L
- Gabrielius Landsbergis-Žemkalnis
- Algirdas Landsbergis
- Romualdas Lankauskas
- Bronius Laucevičius-Vargšas
- Albertas Laurinčiukas
- Emilija Liegutė
- Aldona Liobytė
- Marija Lipčienė
- Danutė Lipčiūtė-Augienė

## M
- Jonas Marcinkevičius
- Juozas Marcinkevičius
- Gražina Mareckaitė
- Eleonora Matulaitė
- Vincas Mykolaitis-Putinas
- Ema Mikulėnaitė
- Rojus Mizara

## N
- Romualdas Narečionis

## O
- Kostas Ostrauskas

## P
- Pranas Penkaitis
- Petras Pundzevičius-Petliukas

## R
- Vytautas Rimkevičius
- Antanas Rūkas

## S
- Kazys Saja
- Raimundas Samulevičius
- Stasys Santvaras
- Ramutė Skučaitė
- Euzebijus Slovackis
- Kristina Stančienė
- Jonas Steponaitis
- Bronius Stosiūnas

### Š
- Juras Arnas Šaltenis
- Saulius Šaltenis

## V
- Petras Vaičiūnas
- Vydūnas
- Antanas Vienuolis
- Antanas Vilkutaitis
- Juozas Vilkutaitis

## Z
- Vytautas Žalakevičius
- Antanas Žekas

## Vezi și
- Listă de piese de teatru lituaniene
- Listă de scriitori lituanieni
- Listă de dramaturgi